# States Cyclecar Company
States Cyclecar Company war ein US-amerikanischer Hersteller von Automobilen.

## Unternehmensgeschichte
Samuel E. Jones, George W. Meredith und Victor W. Valade gründeten das Unternehmen im Juli 1914. Der Sitz war in Detroit in Michigan. Im gleichen Jahr begann die Produktion von Automobilen. Der Markenname lautete States. Im Januar 1915 wurden Fahrzeuge auf der Detroit Automobile Show präsentiert. Noch 1915 endete die Produktion.
Es gab keine Verbindung zur States Motor Car Manufacturing Company, die ab 1916 den gleichen Markennamen verwendete.

## Fahrzeuge
Im Angebot stand nur ein Modell. Es wurde als Cyclecar bezeichnet. Allerdings war der Hubraum des Motors zu groß für diese Einstufung. Es war ein Vierzylindermotor mit 60,325 mm Bohrung, 101,6 mm Hub und 1162 cm³ Hubraum. Die Motorleistung war mit 10/15 PS angegeben. Das Fahrgestell hatte 229 cm Radstand. Der Aufbau war ein offener Roadster mit zwei Sitzen nebeneinander. Der Neupreis betrug 365 US-Dollar.